# Nightmare Revisited
Nightmare Revisited è un album di cover delle canzoni del film Nightmare Before Christmas pubblicato il 30 settembre 2008.
All'uscita dell'album l'unica canzone che è stata proposta live per la promozione dello stesso è stata Sally's Song riproposta da Amy Lee.
Il 13 ottobre 2008 Amy Lee si è esibita con piano ed arpa live al The Tonight Show with Jay Leno.
Il 17 ottobre 2008 per la première del film Nightmare Before Christmas in 3D è stata nuovamente contattata Amy Lee per riproporre la sua cover durante la presentazione del film.
Presente a questa esibizione c'era anche Danny Elfman, l'autore di tutte le musiche del film d'animazione, il quale ha fatto i complimenti ad Amy Lee dicendole che aveva centrato appieno il punto della canzone.

## Tracce
Tutte le canzoni sono state scritte e composte da Danny Elfman.
1. "Overture" (DeVotchKa) – 2:36
2. "Opening" (Danny Elfman) – 1:00
3. "This Is Halloween" (Marilyn Manson) – 3:22
4. "Jack's Lament" (The All-American Rejects) – 3:15
5. "Doctor Finkelstein/In The Forest" (Amiina) – 3:17
6. "What's This?" (Flyleaf), (Fall Out Boy) – 3:20
7. "Town Meeting Song" (The Polyphonic Spree) – 8:55
8. "Jack and Sally Montage" (Vitamin String Quartet) – 5:44
9. "Jack's Obsession" (Sparklehorse) – 5:32
10. "Kidnap the Sandy Claws" (Korn) – 3:37
11. "Making Christmas" (Rise Against) – 3:27
12. "Nabbed" (Yoshida Brothers) – 7:34
13. "Oogie Boogie's Song" (Rodrigo y Gabriela), (Tiger Army) – 2:48
14. "Sally's Song" (Amy Lee) (Fiona Apple) – 3:02
15. "Christmas Eve Montage" (RJD2) – 3:46
16. "Poor Jack" (Plain White T's) – 2:34
17. "To the Rescue" (Datarock) – 3:34
18. "Finale/Reprise" (Shiny Toy Guns) – 3:06
19. "Closing" (Danny Elfman) – 1:24
20. "End Title" (The Album Leaf) – 3:46